# Dicranota nippoalpina
Dicranota nippoalpina är en tvåvingeart som beskrevs av Alexander 1933. Dicranota nippoalpina ingår i släktet Dicranota och familjen hårögonharkrankar. Inga underarter finns listade i Catalogue of Life.